# 23888 Daikinoshita
23888 Daikinoshita è un asteroide della fascia principale. Scoperto nel 1998, presenta un'orbita caratterizzata da un semiasse maggiore pari a 2,5342750 UA e da un'eccentricità di 0,1553115, inclinata di 7,19243° rispetto all'eclittica.